# Te Puia Springs
Te Puia Springs est un village situé sur la côte est de l’Île du Nord de la Nouvelle-Zélande.

## Situation
Il est localisé à 103 km au nord de la ville de Gisborne,.

## Population
Sa population est estimée être entre 300 à 400 habitants.
Le village a un hôpital et un magasin.

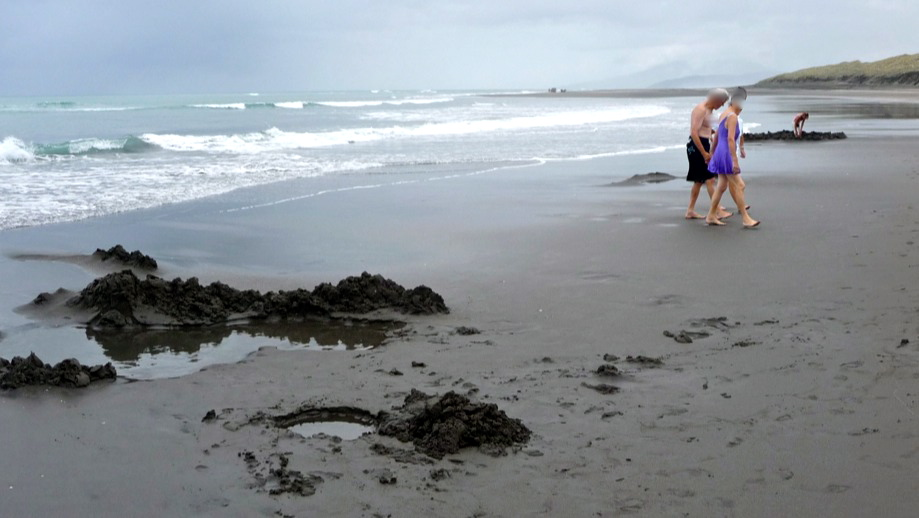
plage de Te Puia

## Caractéristiques
Il y a une source d’eau naturelle, qui coule à travers le village à partir des collines du secteur des Ngāti Porou.
Les résidents locaux aiment à s’y baigner prétendant qu’elle a des vertus curatives.

## Vie sauvage
La plupart des terrains autour de ce secteur n’ont pas été exploités et restent encore en bush.
Il en résulte une vie sauvage originelle importante, avec des Fantail ou Tirairaka, le Pigeon de Nouvelle-Zélande ou Kereru, le Tui et beaucoup d’autres oiseaux.